# Zwei-Ebenen-Spiel
Das Zwei-Ebenen-Spiel ist ein Begriff aus der Spieltheorie. Er beschreibt Situationen, in denen Akteure gleichzeitig auf zwei Ebenen handeln, sodass die Ergebnisse sich gegenseitig beeinflussen. In der Politikwissenschaft werden internationale Verhandlungen oft als Zwei-Ebenen-Spiel beschrieben. In solchen Situationen können innerstaatliche soziale Akteure (z. B. Gewerkschaften) versuchen, die nationale Position ihres Landes auf der internationalen Ebene zu prägen. Weiters können internationale Verhandlungen auch scheitern, wenn Positionen innerstaatlich nicht durchsetzbar sind.